# Astaco
Astaco (in greco antico: Αστακός?) era una colonia dell'antica Grecia ubicata in Bitinia, nelle vicinanze dell'attuale İzmit in Turchia.

## Storia
Astaco fu colonizzata nel 712 a.C. dagli abitanti della città di Megara. In epoca successiva fece parte della lega delio-attica e intorno al 435-434 a.C. fu colonizzata dagli Ateniesi. Nel 405 a.C., Dedalse, re di Bitinia, la incorporó nei suoi domini.
In epoca ellenistica, Antigono Monoftalmo la liberò, ma la sua sorte cambiò ancora una volta venendo assoggettata dalla Bitinia ai tempi di Zipoite I o Zipoites padre di Nicomede I. In seguito venne distrutta da Lisimaco, re di Tracia. Nicomede trasferì i suoi abitanti a Nicomedia nel 264 a.C..
Il golfo nella cui costa si trovava la città, era chiamato golfo di Astaco.